# Gypsoplaca
Gypsoplaca is een geslacht van korstmossen behorend tot de familie Gypsoplacaceae. De typesoort is Gypsoplaca macrophylla.

## Soorten
Volgens Index Fungorum telt het geslacht vijf soorten (peildatum januari 2024):
| Soortnaam              | Auteur(s)                      | Publicatiejaar |
| ---------------------- | ------------------------------ | -------------- |
| Gypsoplaca alpina      | H.X. Shi & Li S. Wang          | 2018           |
| Gypsoplaca blastidiata | (Zhurb.) H.X. Shi & Li S. Wang | 2018           |
| Gypsoplaca bullata     | H.X. Shi & Li S. Wang          | 2018           |
| Gypsoplaca macrophylla | (Zahlbr.) Timdal               | 1990           |
| Gypsoplaca rosulata    | H.X. Shi, Li S. Wang & Timdal  | 2018           |